# ABC Signature
ABC Signature — телевизионное подразделение Walt Disney Television.
С 1985 по май 2007 года студия называлась Touchstone Television. Отказ от данного названия и переименование в ABC Studios были обоснованы сосредоточением The Walt Disney Company на более узнаваемых брендах.
Начиная с сезона 2009—2010 годов, все телесериалы производства ABC Studios имели в начале приставку An ABC Studios Production.
В октябре 2012 года на базе ABC Studios было создано подразделение ABC Signature, которое специализировалось на продаже сериалов малобюджетным кабельным каналам. Как следствие, трансляция сериала «Город хищниц», производимого основной студией, была возобновлена на TBS, а сериал «Коварные горничные» был продан каналу Lifetime.
Для развития производства в других англоязычных странах осенью 2016 года было образовано второе ответвление — ABC Studios International. Его первым проектом стал австралийский сериал «Доктор Хэрроу».
10 августа 2020 года ABC Studios была слита с ABC Signature ввиду реорганизации телевизионных подразделений, произошедшей после покупки активов 21st Century Fox. В свою очередь, название Touchstone Television приобрела другая студия — Fox 21 Television Studios.

## Известные телесериалы
- Золотые девочки (1985—1992)
- Большой ремонт (1991—1999)
- Как сказал Джим (2001—2009)
- Клиника (2001—2010)
- Шпионка (2001—2006)
- 8 простых правил для друга моей дочери-подростка (2002—2005)
- Джимми Киммел в прямом эфире (2003—наст. время)
- Отчаянные домохозяйки (2004—2012)
- Остаться в живых (2004—2010)
- Анатомия страсти (2005—наст. время)
- Говорящая с призраками (2005—2010)
- Мыслить как преступник (2005—2020)
- Дурнушка (2006—2010)
- Братья и сёстры (2006—2011)
- Частная практика (2007—2013)
- Грязные мокрые деньги (2007—2009)
- Легенда об Искателе (2008—2010)
- Вспомни, что будет (2009—2010)
- Город хищниц (2009—2015)
- Касл (2009—2016)
- Следствие по телу (2011—2013)
- Реванш (2011—2015)
- Однажды в сказке (2011—2018)
- Нэшвилл (2012—2018)
- Скандал (2012—2018)
- Последний час (2013)
- Коварные горничные (2013—2016)
- Воскрешение (2014—2015)
- Как избежать наказания за убийство (2014—2020)
- Чёрная комедия (2014—наст. время)
- Красные браслеты (2014—2015)
- Шёпот (2015)
- Злой город (2015)
- Маппеты (2015—2016)
- База «Куантико» (2015—2018)
- Семья (2016)
- Кевин спасёт мир. Если получится (2017—2018)
- Пожарная часть 19 (2018—наст. время)
- Переправа (2018)
- Дубль два (2018)
- Для людей (2018—2019)
- Детки в порядке (2018—2019)
- Разноцветная комедия (2019—2021)
- Стамптаун (2019—2020)
- Явление (2019—2020)

### ШоуMarvel Television
- Агенты Щ. И. Т. (2013—2020)
- Агент Картер (2015—2016)
- Сорвиголова (2015—2018)
- Джессика Джонс (2015—2019)
- Люк Кейдж (2016—2018)
- Железный кулак (2017—2018)
- Каратель (2017—2019)
- Защитники (2017)
- Сверхлюди (2017)

### ABC Signature Studios
- Любовницы (2013—2016)
- Кровь и нефть (2015)
- Мёртвое лето (2016)
- Беглецы (2017—2019)
- Плащ и Кинжал (2018—2019)
- Крёстный отец Гарлема (2019—наст. время)
- Меломанка (2020)

### ABC Studios International
- Доктор Хэрроу (2018—наст. время)
- Риф-брейк (2019)
- Виолетта (2025—наст. время)